# Átalo (general)
Átalo (h 390 a. C.-336 a. C.), cortesano y general macedonio durante el reinado de Filipo II.
En el año 337 a. C., Eurídice, una sobrina de Átalo, contrajo matrimonio con Filipo II. La primavera del 336 a. C. el rey nombró a Átalo y a Parmenio, junto con Amintas, comandantes de la fuerza de vanguardia que debería invadir el Imperio persa en Asia Menor. Después del asesinato de Filipo II y el ascenso al trono de su hijo Alejandro Magno (octubre del mismo año), Átalo fue ejecutado, acusado de traición. Tenía unos 54 años.